# 안산청석초등학교
안산청석초등학교는 대한민국 경기도 안산시에 있는 공립 초등학교이다. 2021년 기준 학생수 503명, 교원수 31명이다.

## 연혁
- 2006년 3월 1일 : 개교